# Ганиев, Ильшат Газимович
Ильшат Газимович Ганиев (тат. Илшат Газыйм улы Ганиев; 3 января 1954, Новые Шалты, Бавлинский район, Татарская АССР, РСФСР, СССР — 22 ноября 2023, Казань, Республика Татарстан, Российская Федерация) — советский и российский государственный деятель, агроном. Генеральный директор тепличного комбината «Майский» (1989—2023). Заслуженный работник сельского хозяйства Российской Федерации (2002). Заслуженный работник сельского хозяйства Республики Татарстан (1994). Лауреат Государственной премии Республики Татарстан в области науки и техники (2001).

## Биография
Ильшат Газимович Ганиев родился 3 января 1954 года в селе Новые Шалты Бавлинского района Татарской АССР. По национальности — татарин. Из семьи крестьян-колхозников Газима и Алмабики Ганиевых, имел двух сестёр.
В 1971 году поступил на агрономический факультет Казанского сельскохозяйственного института, который окончил в 1976 году. В 1976—1977 году прошёл срочную службу в рядах Советской армии. Трудовую деятельность начал в совхозе «Майский» Зеленодольского района, где ещё во время учёбы проходил практику. Последовательно занимал должности агронома (1977—1978), старшего агронома по защите растений (1978—1979), начальника цеха № 3 (1979—1980), заместителя главного агронома (1980—1982), главного агронома (1982—1986). В 1986—1989 годах был инструктором отдела сельского хозяйства и перерабатывающей промышленности Татарского областного комитета КПСС.
В 1989 году вернулся в совхоз «Майский», став его директором и сменив В. В. Карпова. По сравнению с советскими временами, повысил урожайность в несколько раз, сумев сохранить предприятие в сложные 1990-е годы и спасти от банкротства в 2000-х. За время руководства совхозом вывел его в тройку самых эффективных сельскохозяйственных предприятий России, достигнув к 2007 году валового объёма производства овощей в размере 21,5 тысяч тонн. С 2008 года являлся генеральным директором ООО «Тепличный комбинат „Майский“».
Наладил выращивание в теплицах во внесезонный период огурцов, помидоров, перца, баклажанов, земляники, петрушки, базилика, салатов, укропа, редиса, причём только с использованием биологических и безопасных средств защиты растений от болезней и вредителей без применения химикатов. Распространение продукции было организовано в разных регионах России, причём только через ярмарочную торговлю из-за нежелания Ганиева сотрудничать с торговыми сетями из-за их высокой наценки. При производстве был выстроен собственный энергоцентр, спортивный комплекс, а также два общежития и три многоквартирных пятиэтажных дома для сотрудников.
В 1991—1996 годах был депутатом Зеленодольского районного совета. В 1995 году избран народным депутатом Республики Татарстан от Зеленодольского районного округа № 38, получив 73 процента голосов. Являлся членом комиссии по вопросам экологической безопасности, природным ресурсам и природопользованию, а также членом комитета парламентского контроля. В дальнейшем в Государственный Совет Республики Татарстан переизбирался ещё пять раз — в 1999, 2004, 2009, 2014 и 2019 годах. Являлся членом фракции «Единая Россия», состоял членом комитета ГС РТ по экологии, природопользованию, агропромышленной и продовольственной политике. Наряду с депутатской работой, оказывал меценатскую поддержку в восстановлении Булгара и Свияжска

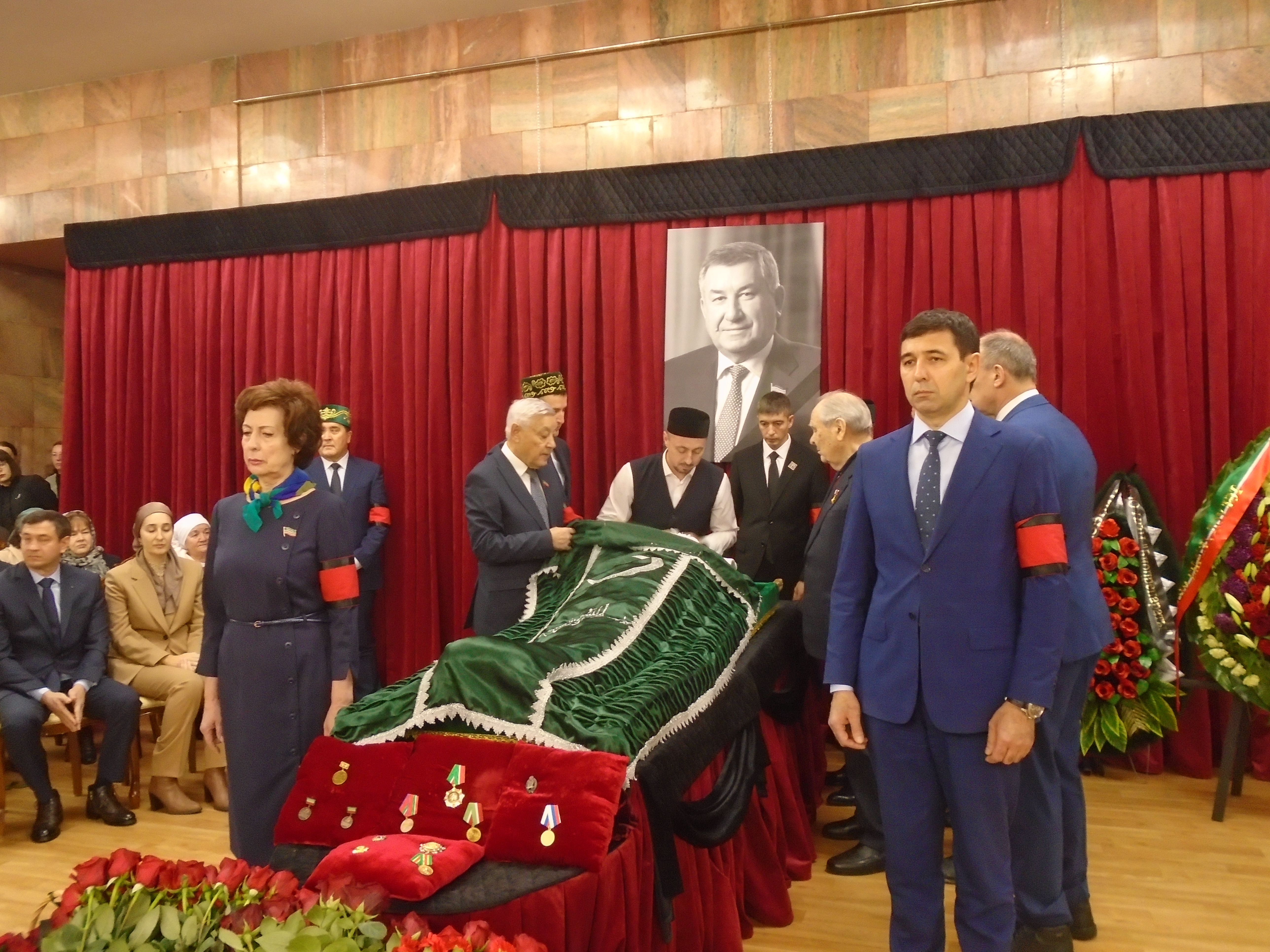
Прощание с Ганиевым, 2023 год

В 2000 году получил учёную степень кандидата сельскохозяйственных наук, защитив диссертацию на тему «Влияние субстратов возделывания на водно-пищевой режим и урожай тепличной культуры томатов» в Казанской государственной сельскохозяйственной академии. В 2001 году удостоен Государственной премии Республики Татарстан в области науки и техники за создание и внедрение в производство ресурсосберегающих технологий возделывания несезонной овощной продукции, отличающейся экологической безопасностью. В 2016 году награждён орденом «За заслуги перед Республикой Татарстан», а в 2021 году получил медаль «За труды по сельскому хозяйству».
Ильшат Газимович Ганиев скончался 22 ноября 2023 года в Казани в возрасте 69 лет. Свои соболезнования выразило руководство Татарстана, в том числе Р. Н. Минниханов и М. Ш. Шаймиев, а также депутаты Зеленодольского городского и районного советов. Прощание прошло в здании Государственного Совета РТ, похоронен был Ганиев на кладбище казанского посёлка Мирный. Вскоре генеральным директором тепличного комбината «Майский» стал сын Ганиева — Руслан, бывший заместителем гендиректора по экономике и финансам.

## Награды
Федеральные
- Почётное звание «Заслуженный работник сельского хозяйства Российской Федерации» (2002 год) — за заслуги в области сельского хозяйства и многолетний добросовестный труд[37].
- Медаль «За труды по сельскому хозяйству» (2021 год) — за заслуги в области сельского хозяйства и многолетнюю добросовестную работу[38].
- Медаль «За заслуги в проведении Всероссийской переписи населения» (2002 год), «В память 1000-летия Казани» (2005 год)[31].

Татарстанские

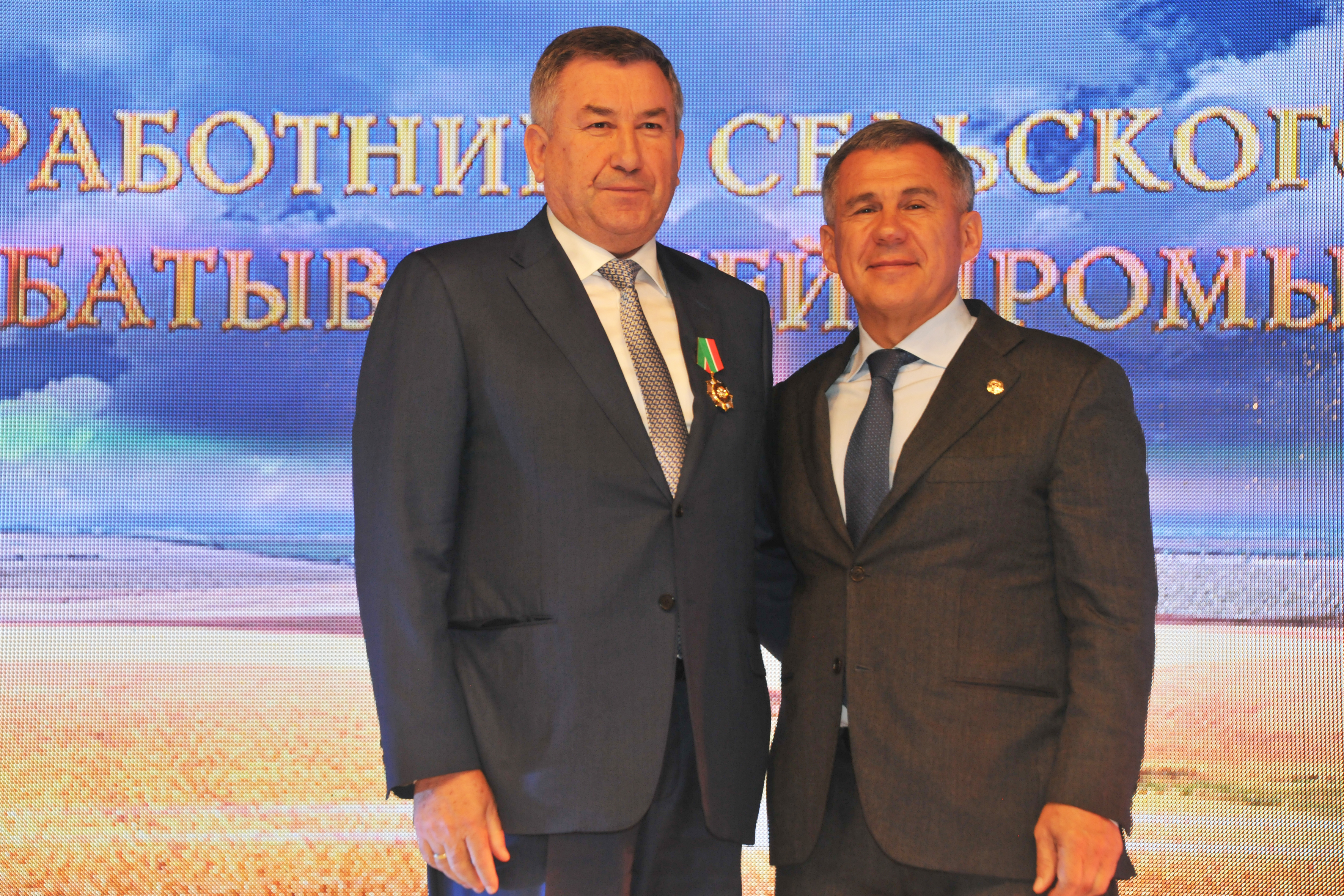
На вручении ордена, 2016 год

- Орден «За заслуги перед Республикой Татарстан» (2016 год) — за выдающиеся заслуги в развитии агропромышленного комплекса и достигнутые высокие производственный показатели[39]. Вручён президентом Республики Татарстан Р. Н. Миннихановым на церемонии в честь дня работника сельского хозяйства и перерабатывающей промышленности в ГТРК «Корстон»[40].
- Медаль «За доблестный труд» (2010 год)[31], «100 лет образования Татарской Автономной Советской Социалистической Республики» (2020 год) — за существенный вклад в укрепление социально-экономического потенциала Республики Татарстан, сохранение и приумножение её культурно-духовного наследия, высокие достижения в профессиональной и общественной деятельности[41].
- Государственная премия Республики Татарстан в области науки и техники (2001 год) — за работу «Создание и внедрение в производство ресурсосберегающих технологий возделывания экологически безопасной, несезонной овощной продукции»[42].
- Почётное звание «Заслуженный работник сельского хозяйства Республики Татарстан[тат.]» (1994 год)[1].
- Благодарственное письмо Председателя Государственного Совета Республики Татарстан (2019 год)[43].
- Звание «Почётный гражданин Зеленодольского муниципального района» (2008 год)[44].
- Премия республиканского конкурса «Руководитель года» в номинации «За высокую социальную ответственность» (2014 год)[45].

## Личная жизнь
Жена — Чачка Закиевна, познакомились во время учёбы в школе. Двое детей — дочь Гузель (р. 1980) и сын Руслан (р. 1986).